# ドクター・モローの島
『ドクター・モローの島』（原題：The Island of Dr. Moreau）は、1977年制作のアメリカ合衆国の映画。
ハーバート・ジョージ・ウェルズのSF小説『モロー博士の島』を映画化したSFホラー映画。1933年の『獣人島』に次ぐ2度目の映画化作品である。
ラスト・シーンは日本劇場公開版・旧TV放映版がバッドエンド、アメリカ劇場公開版を基にしたビデオ/DVD版・新TV放映版がハッピーエンドとなっている。

## あらすじ
1911年。赤道に近い太平洋上で嵐のため沈没した船から唯一人脱出した青年アンドリュー・ブラドックは、救命ボートで数日間漂流した末、ある孤島に流れ着いた。
ブラドックは島内をさまよううちに、落とし穴に落ちて気を失った。気がつくと、彼はある建物の1室にいた。そこはドクター・モローの屋敷だった。モローはこの島に助手のモンゴメリー、召使と2人の女中、そしてマリアという美しい女と暮らしていた。モローはこの島で生物の遺伝に関係する染色体を研究している事を話し、密林と研究室には近づくなとブラドックに警告する。
時が流れたある日、召使が密林で獣のような姿をしているのを目撃したブラドックはモローの研究に不審を抱き、彼の研究室に忍び込む。そして、モローの研究の戦慄の真相を知ってしまう。モローは特殊な液により、獣を人間化するという恐るべき実験をしていたのだ。

## キャスト
| 役名                     | 俳優                       | 日本語吹き替え                             | 日本語吹き替え                           | 日本語吹き替え |
| 役名                     | 俳優                       | 日本テレビ版1                              | 日本テレビ版2                            |                |
| ------------------------ | -------------------------- | ------------------------------------------ | ---------------------------------------- | -------------- |
| ドクター・モロー         | バート・ランカスター       | 青木義朗                                   | 小林勝彦                                 |                |
| アンドリュー・ブラドック | マイケル・ヨーク           | 田中秀幸                                   | 堀勝之祐                                 |                |
| マリア                   | バーバラ・カレラ           | 小谷野美智子                               | 土井美加                                 |                |
| モンゴメリー             | ナイジェル・ダヴェンポート | 山内雅人                                   | 加藤精三                                 |                |
| 獣人のリーダー           | リチャード・ベイスハート   | 藤本譲                                     | 嶋俊介                                   |                |
| M'Ling                   | ニック・クラヴァット       |                                            |                                          |                |
| その他                   |                            | 高木二朗 国坂伸 平林尚三 水鳥鉄夫 小島敏彦 | 広瀬正志 小室正幸 立木文彦 森一 笹岡繁蔵 |                |

- 日本テレビ版1：初回放送1980年1月23日『水曜ロードショー』※日本劇場公開版を吹き替えたもの。
  - 1982年2月3日に同枠で再放送。
- 日本テレビ版2：初回放送1990年2月9日『金曜ロードショー』※アメリカ劇場公開版を吹き替えたもの。DVD・Blu-rayに収録。